# Metallocrates
Metallocrates là một chi bướm đêm thuộc họ Blastobasidae.